# Самбуру (національний заповідник)

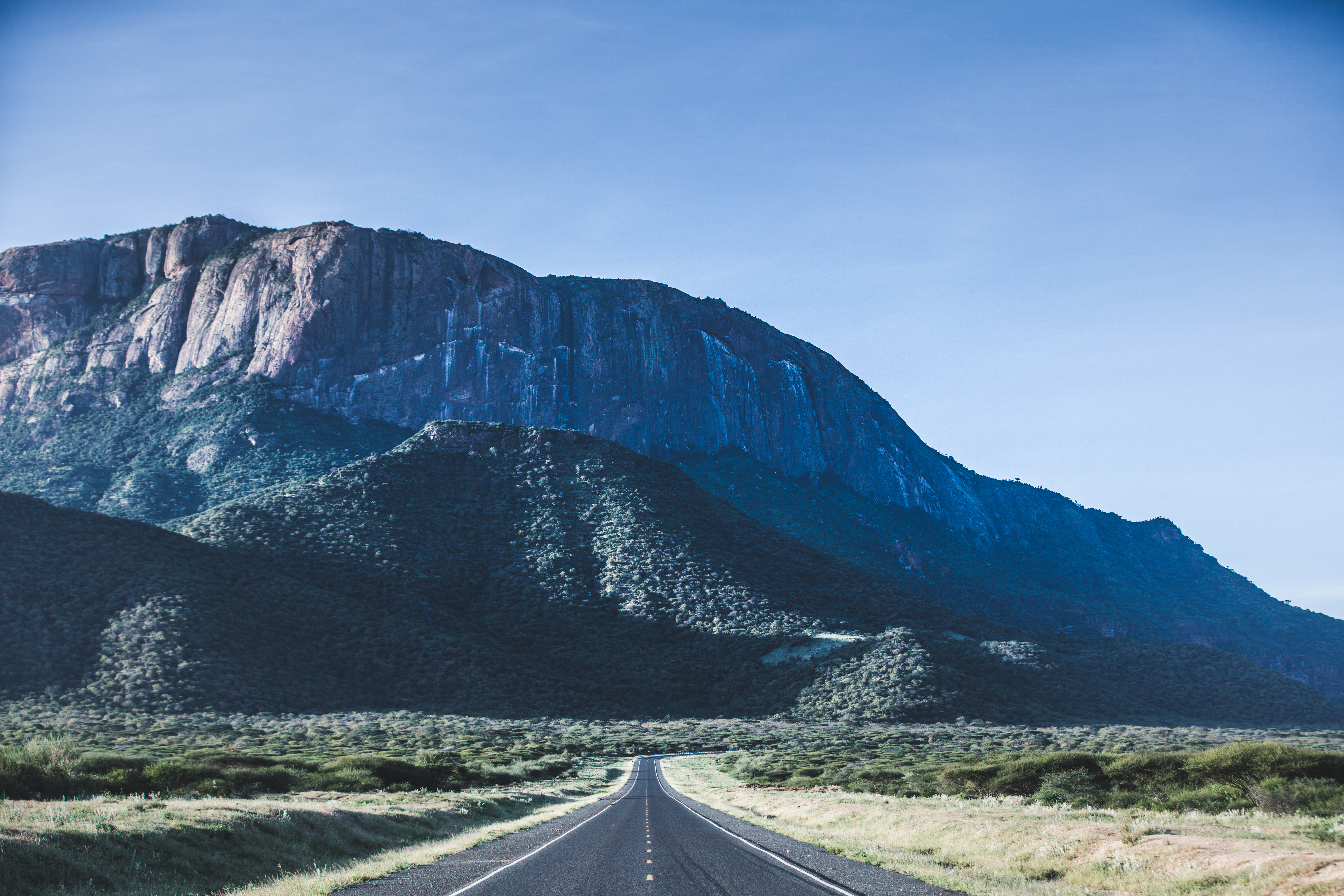
Гора Ололокве (у заповіднику)

Національний заповідник Самбуру —  заповідник на березі річки Евасо-Нґіро в Кенії. На іншому березі річки розташований національний заповідник Буффало-Спрінгс. Парк має площу 165 км² і розташований за 350 км від Найробі. Його висота коливається від 800 до 1230 м над рівнем моря. Географічно та адміністративно це частина округу Самбуру.
У центрі заповідника протікає річка крізь пальмові гаї та густі річкові ліси. Вона забезпечує воду, без якої фауна в цьому посушливому регіоні не могла б вижити.
Національний заповідник Самбуру був однією з двох територій, у яких природоохоронці Джордж і Джой Адамсони виростили левицю Ельзу, яка прославилася завдяки книжці-бестселеру та фільму «Народжена вільною», відзначеному нагородами. На території парку розташований табір спостереження за слонами, директором якого є Саба Дуглас-Гамільтон .
Національний заповідник Самбуру також є домівкою Камуньяка, левиці, яка відома тим, що усиновила дитинчат орікса .

## Середовище проживання
Національний заповідник Самбуру містить дві гори, Койтогор і Ололокве, і річку Евасо Нґіро (що означає «коричнева вода»), що протікає через нього, а також суміш акацій, річкових лісів, колючих дерев і пасовищної рослинності. Ewaso Ng'iro витікає з Кенійського нагір'я і впадає у знамените Лоріанське болото. Природний спокій, який тут очевидний, пояснюється віддаленістю від промисловості та недоступністю заповідника протягом багатьох років.

## Дика природа

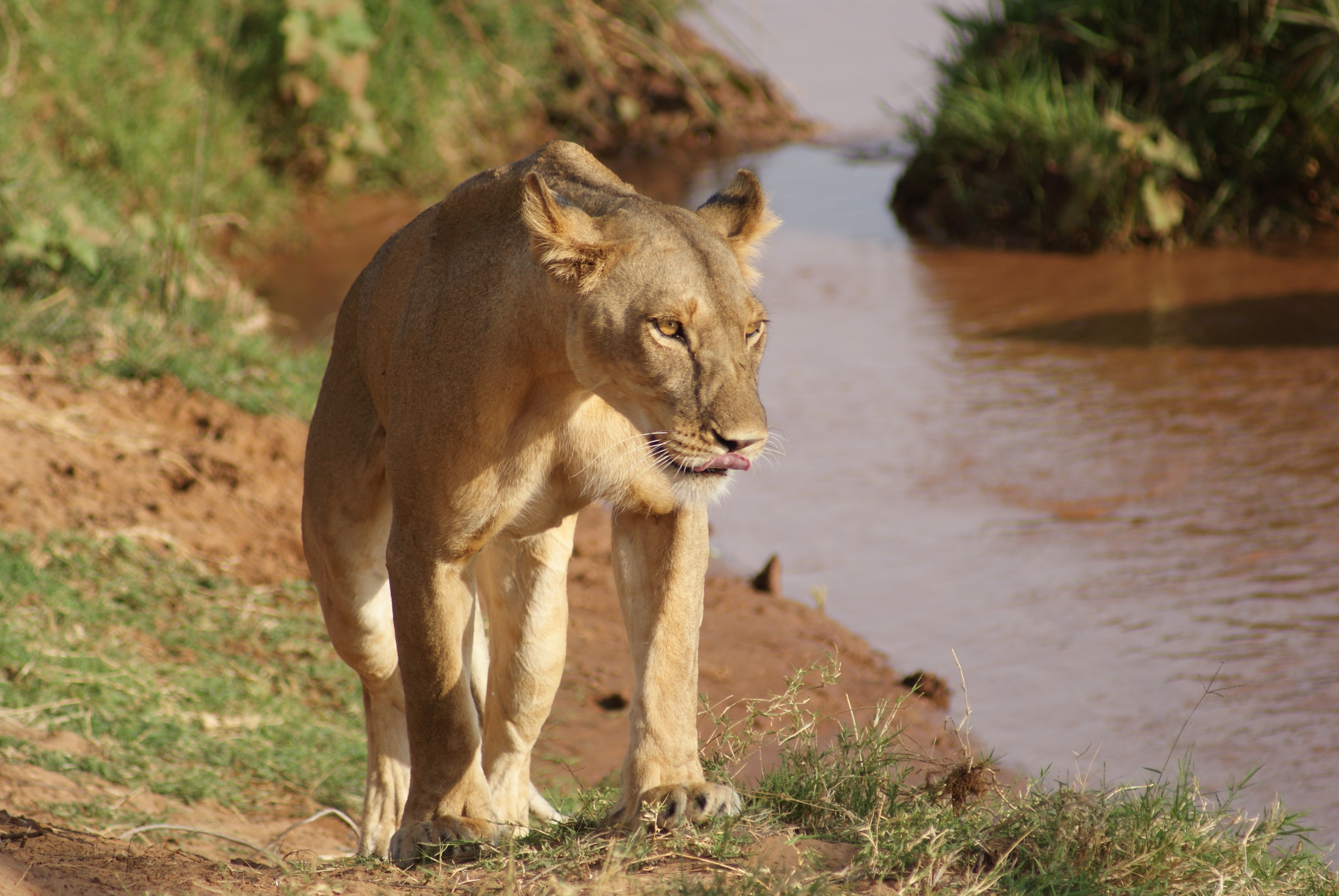
Левиця в Самбуру

У Національному заповіднику Самбуру можна побачити найрізноманітніших тварин. Тут у великій кількості можна зустріти кілька видів  поширених на північних рівнинах Кенії, включаючи таких тварин посушливих місцевостей як: геренук, зебра Греві, орикс і сітчастий жираф. Тут також можна зустріти всіх трьох великих кішок, лева, гепарда та африканського леопарда, а також слона, капського буйвола та бегемота.
Інші ссавці, яких часто можна побачити в парку, включають оливкового павіана, бородавочників, газель Гранта, дик-дік Кірка, імпалу та водяного козака. Популяція чорних носорогів була реінтродукована в парк після 25 років відсутності через масове браконьєрство.
Тут живе понад 350 видів птахів. До них належать сивоголовий зимородок, сонячні птахи, бджолоїдки, лелека марабу, бурий орел, орел Верро, бателер, стерв'ятник цесарок, жовтошиїй пташиний птах, бузковогрудий роллер, птах-секретар, чудовий шпак, північний червонокнижний носорог, жовтий двоклювий носорог і різноманітні грифи, включаючи пальмового грифа .